# フルカベーストンネル
フルカベーストンネルまたは新フルカトンネル（英: Furka Base Tunnel; 独: Furka-Basistunnel）は、スイス国内のヴァレー（ヴァリス）州オーバーヴァルト(Oberwald)とウーリ州レアルプ(Realp)を結ぶ、マッターホルン・ゴッタルド鉄道(MGB)の鉄道トンネルである。全長15.442kmで、1999年11月にレーティッシュ鉄道（RhB）のフェライナトンネル（19.042km）が開通するまで、狭軌鉄道（MGBやRhBはメーターゲージ）の山岳トンネルとしては世界最長であった（なお、それ以前の世界最長は日本の北陸トンネルである）。

## 概要
標高2431mのフルカ峠を超える鉄道は、かつては2160mの高所を全長1.874km（1.858km説あり）の（旧）フルカトンネル（独: Furka-Scheiteltunnel）で抜けていた。その前後は最大勾配110パーミルのラックレール式、しかも冬季は豪雪地帯ゆえ雪崩の被害を避けるために鉄橋を取り外すほどで、半年以上にわたり運休を余儀なくされる難所であった。
国防上の要請もあり、スイス政府主導で輸送力改善のためのトンネル建設が計画され、フルカ峠のほかグリムゼル峠（標高2165m）など複数のルート案が検討された結果、最も早期に実現可能なルートとしてオーバーヴァルト～レアルプ間が採用された。1973年に着工、途中難工事のために建設費の高騰に見舞われながらも、1981年4月に貫通、1982年6月26日より営業運転を開始した。
フルカベーストンネルは、フルカの名を冠してはいるものの、実際の線形は勾配緩和のためにフルカ峠の南側に大きく迂回している。このため、オーバーヴァルト～レアルプ間のキロ程は旧線の18.1kmに対して新線は17.7kmと、距離の短縮はわずかであるが、最急勾配は118パーミルから17.5パーミル（トンネル内の最急勾配）へと大幅に緩和された（トンネル外には短区間ながら24～30パーミル区間が存在する）。全線単線だが、行き違いのための信号場がトンネル内に2箇所設けられている。
また、トンネル中央部から分岐してティチーノ州ベドレットへ抜ける5.221kmの「ベドレット・フェンスター」と呼ばれるサブトンネルが設けられている。これは建設時の作業坑として掘削されたものだが、完全な鉄道トンネルとして転用可能なよう当初から計画されていた。現在は機能していないが、これが開通した場合、南方のヌフェネン峠（標高2478m）の代替ルートとなり得る。

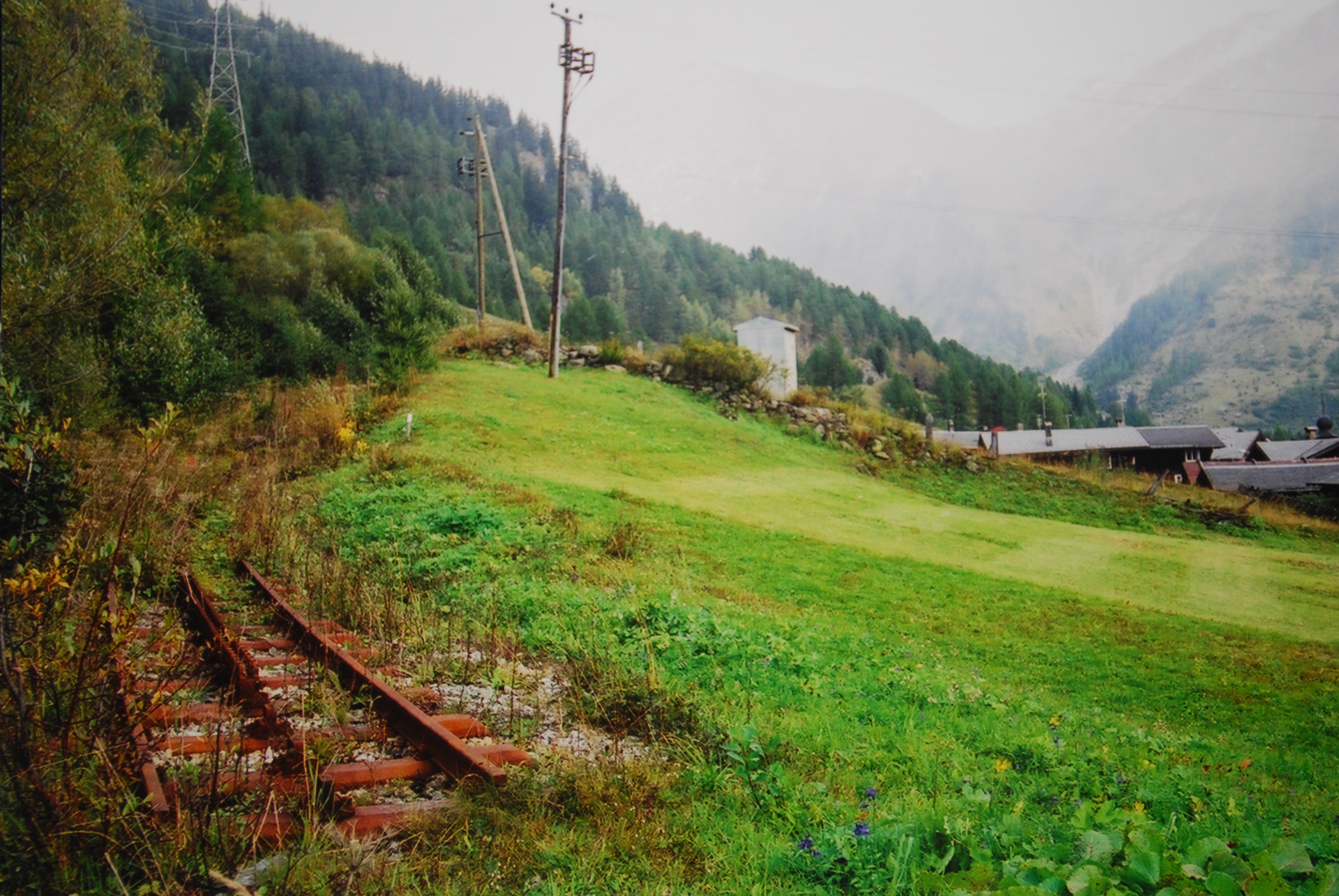
フルカベーストンネルの開通により廃線となった線路（オーバーヴァルト、2002年）

ベーストンネルの開通により大幅な時間短縮と通年運行が確保された一方、ローヌ氷河の末端を眺める旧線の車窓景観は失われることとなった。これを惜しむ声が多かったことから、旧線ルートは1992年以降、夏季に限りフルカ山岳蒸気鉄道(DFB)としてレアルプ側から順次区間を延ばしつつ復活運転が行われている。2000年夏には旧フルカトンネルを抜けてローヌ氷河に近いグレッチュ(Gletsch)まで達した。2010年8月にはオーバーヴァルトまでの旧線全区間が復活した。